# Andrejs Kovaļovs
Andrejs Kovaļovs (ur. 23 marca 1989 w Dyneburgu) – łotewski piłkarz grający na pozycji pomocnika, zawodnik łotewskiego klubu BFC Daugavpils. Były reprezentant Łotwy.

## Życiorys

### Kariera klubowa
Kovaļovs jest wychowankiem klubu FK Daugava, gdzie w latach 2007–2013 był jego zawodnikiem. 
Następnie występował w klubach: mołdawskim Dacia Kiszyniów, Skonto FC, FK Jelgava, Riga FC, FK Spartaks Jurmała i bułgarskim Wereja Stara Zagora.
19 czerwca 2019 podpisał kontrakt z łotewskim klubem BFC Daugavpils.

### Kariera reprezentacyjna
W kadrze zadebiutował 17 listopada 2010 w towarzyskim meczu przeciwko Chinom. Na boisku pojawił się w 82 minucie meczu.

## Statystyki

### Reprezentacyjne
| Mecze i gole w reprezentacji | Mecze i gole w reprezentacji | Mecze i gole w reprezentacji | Mecze i gole w reprezentacji | Mecze i gole w reprezentacji | Mecze i gole w reprezentacji | Mecze i gole w reprezentacji |
| #                            | Data                         | Stadion                      | Rywal                        | Wynik                        | Gol                          | Rozgrywki                    |
| 2010                         | 2010                         | 2010                         | 2010                         | 2010                         | 2010                         | 2010                         |
| ---------------------------- | ---------------------------- | ---------------------------- | ---------------------------- | ---------------------------- | ---------------------------- | ---------------------------- |
| 1.                           | 17.11.2010                   | Kunming, Chiny               | Chiny                        | 0:1                          | 0                            | towarzyski                   |
| 2011                         |                              |                              |                              |                              |                              |                              |
| 2.                           | 10.08.2011                   | Ryga, Łotwa                  | Finlandia                    | 0:2                          | 0                            | towarzyski                   |
| 2013                         |                              |                              |                              |                              |                              |                              |
| 3.                           | 14.08.2013                   | Tallinn, Estonia             | Estonia                      | 1:1                          | 0                            | towarzyski                   |
| 4.                           | 11.10.2013                   | Wilno, Litwa                 | Litwa                        | 0:2                          | 0                            | El. MŚ 2014                  |
| 5.                           | 15.10.2013                   | Ryga, Łotwa                  | Słowacja                     | 2:2                          | 0                            | El. MŚ 2014                  |

## Sukcesy

### Klubowe
FK Daugava
- Mistrzostwo Łotwy: 2012
- Puchar Łotwy: 2008
- Superpuchar Łotwy: 2013